# 林格爾海姆的瑪蒂爾德
聖瑪蒂爾德或林格爾海姆的瑪蒂爾德（德語：Mathilde von Ringelheim，895年—968年3月14日）是東法蘭克國王亨利一世之妻。兩人的長子奧圖是日後的神聖羅馬帝國皇帝鄂圖一世。中世紀的編年史家描述瑪蒂爾德熱心於祈禱和布施窮人，也建設奎德林堡女隱修院，死後不久被天主教會封為聖人。紀念日是3月14日。

## 脚注
1. ↑  .   [2019-08-23]. （原始内容存档于2021-01-25）.